# A855 road
Die A855 road ist eine A-Straße auf der Isle of Skye in der schottischen Council Area Highland. Sie erschließt von der A87 in der Inselhauptstadt Portree abzweigend die nördliche Halbinsel Trotternish und endet in Uig, wo sie wieder auf die A87 trifft, die dort am Fährhafen endet.

## Verlauf
Die Straße beginnt an der Abzweigung von der A87 westlich der Innenstadt von Portree. Von dort verläuft sie durch die Innenstadt und am alten Hafen von Portree vorbei und wendet sich nach Norden in Richtung der Halbinsel Trotternish. Nördlich von Portree verläuft sie durch weitgehend unbesiedelte Heidelandschaft, vorbei an mehreren Seen, bis sie sich am Nordende von Loch Leathan beim Wasserkraftwerk Bearreraig der Küste nähert. Von einem Parkplatz kann hier mit kurzer Wanderung der Old Man of Storr erreicht werden, eine markante Felsnadel, die aus Richtung Portree kommend bereits mehrere Kilometer vorher weithin sichtbar ist. Nördlich davon hält sich die A855 jeweils knapp oberhalb der Steilküste. Mehrere Parkplätze bieten Aussichtspunkte auf die Basaltfelsen der Steilküste, unter anderem am Kilt Rock.

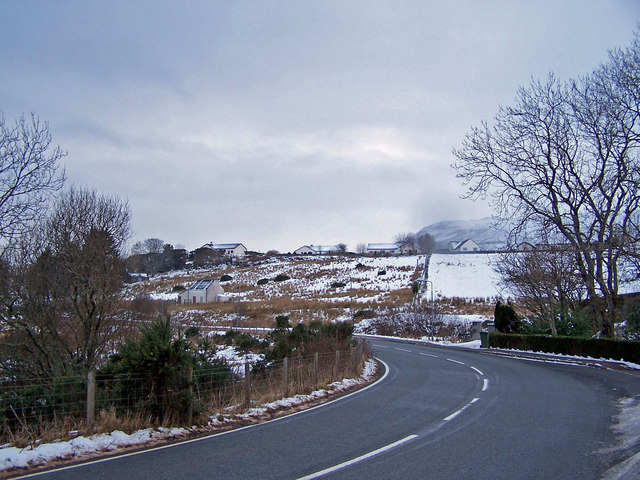
Die A855 bei Portree

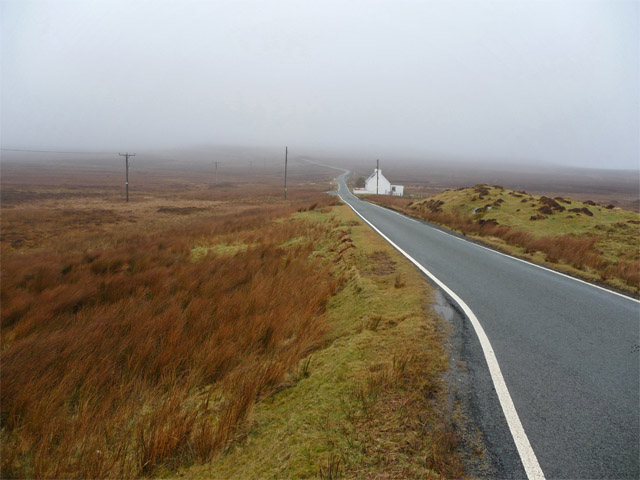
Abschnitt der A855 als Single track road bei Flodigarry

Im weiteren Verlauf passiert die A855 diverse Streusiedlungen mit Crofterhäusern und Cottages. Die größte Ansiedlung ist Staffin, wo nach Westen die einzige Straßenverbindung quer durch Trotternish über den Quiraing nach Uig abzweigt. Von Staffin aus führt die A855 weiter nach Norden durch kleinere Streusiedlungen bis Balmaqueen, wo sie sich bei Duntulm Castle nach Westen und ab dort wieder in Richtung Süden wendet. Bis Uig passiert die Straße diverse kleinere Streusiedlungen, bei Kilmuir liegt das Skye Museum of Island Life an der A855.
Insgesamt ist die A855 knapp 54 Kilometer lang, etwa 33 Meilen. Die heutige Länge weist sie seit 1932 auf, zuvor führte die A855 seit Einführung der britischen Straßenklassifikation 1922 lediglich bis zum Hafen von Portree. Von Portree bis Staffin ist sie überwiegend zweispurig ausgebaut, lediglich zwei kurze Abschnitte nördlich von Portree und entlang Loch Fada sind noch als Single track road ausgeführt. Nördlich des Abzweigs zum Quiraing bei Staffin ist die A855 wieder einspurig mit Begegnungsstellen, auch der weitere Verlauf entlang der Nord- und Westküste von Trotternish bis Uig ist eine Single track road.